# Jens Pedersen (længdespringer)
 For alternative betydninger, se Jens Pedersen. (Se også artikler, som begynder med Jens Pedersen)
Jens Pedersen (født 22. oktober 1943), er en tidligere dansk atlet. Han var medlem af Randers Freja. Han satte 17. juli 1964 sin første av tre danske rekorder i længdespring med 7,36 i Sofia Bulgarien. Han nåede karrierens bedste resultat med 7,42 ved DM på Frederiksberg Stadion 18. august 1968. Dette spring skaffede Jens Pedersen hans 7. DM-titel i træk og understregede hans position som 1960'ernes dominerende længdespringer i Danmark, inden han blev detroniseret af Jesper Tørring - men fortsatte karrieren med yderlige fire gange DM-sølv.

## Danske mesterskaber
- Sølv 1972 Længdespring 7,08
- Sølv 1971 Længdespring 7,35
- Sølv 1971 Trespring 14,31
- Sølv 1970 Længdespring 7,18
- Sølv 1969 Længdespring 7,07
- Guld 1968 Længdespring 7,42
- Guld 1967 Længdespring 7,33
- Guld 1966 Længdespring 7,33
- Guld 1965 Længdespring 7,41
- Guld 1964 Længdespring 7,14
- Sølv 1964 200 meter 22,2
- Guld 1963 Længdespring 7,15
- Bronze 1963 100 meter 10,9
- Guld 1962 Længdespring 7,06
- Bronze 1962 Trespring 14,21
- Sølv 1961 Længdespring 6,91

## Personlige rekorder
- 100 meter: 10,7 Randers Stadion 31. maj 1964
- 200 meter: 22,2 Lyngby Stadion 16. august 1964
- Længdespring: 7,42 Frederiksberg Stadion 18. august 1968
- Trespring: 14,41 Randers Stadion 26. august 1962 / 14,64w 29. juni 1962

## Danske rekorder
- Længdespring: 7,36 Sofia Bulgarien 17. juli 1964
- Længdespring: 7,41 1965
- Længdespring: 7,42 Frederiksberg Stadion 18. august 1968